# Хмельников Артем Олександрович
Артем Олександрович Хмельников (народився. 20 січня 1981 року в Дніпрі) — український адвокат, громадський діяч, кандидат політичних наук і академік політичних наук.

## Освіта і наукова діяльність
У 2003 році закінчив з відзнакою юридичний факультет Дніпровського національного університету ім. Олеся Гончара.
У 2006 році закінчив аспірантуру Дніпропетровського регіонального інститут державного управління Національної академії державного управління при Президентові України.
У 2012 році захистив дисертацію на здобуття наукового ступеня кандидат політичних наук на тему «Децентралізація як механізм модернізації політичного менеджменту на регіональному рівні». Постійно займається науковою діяльністю з питань місцевого самоврядування, децентралізації та політичного менеджменту.
У вересні 2022 року обрано академіком Академії Політико-Правових Наук України.

## Професійна діяльність
Працював викладачем правознавства у Ліцеї інформаційних технологій (м. Дніпро), юрисконсультом в Дніпропетровському регіональному інституті державного управління Національної академії державного управління при Президентові України.
У 2007 році став адвокатом, а в 2009 році — керуючим партнером адвокатського об'єднання "Адвокатська компанія «ВЕРУМ». У 2015 році працював старшим викладач кафедри психології університету «Україна».
З 2019 року керуючий партнер "Адвокатської компанії «Хмельников та партнери».

### Громадська робота
У 2000 році був обраний головою студради юридичного факультету Дніпропетровського національного університету ім. Олеся Гончара, а в 2002 році обраний конференцією студентів ДНУ до складу Дніпропетровської молодіжної ради при міському голові. У 2006—2011 роках входив до складу виконкому Дніпропетровської міськради як голова Дніпропетровської молодіжної ради при міському голові.
З 2014 року брав участь в діяльності групи юристів, які надавали правову допомогу учасникам АТО, які перебували у Дніпровському військовому шпиталі. Для учасників АТО була розроблена спеціальна програма: правову допомогу надавали пораненим безпосередньо в лікарнях.
Учасник і організатор спортивної команди з вітрильного спорту «X-line» у сезоні 2019, 2020, 2021.

### Політична діяльність
У 2015 році обраний депутатом Дніпровської міської ради. У 2016 році став головою постійної комісії з питань бюджету і фінансів Дніпровської міськради. На цій посаді впроваджував програми пільгових теплих кредитів, Бюджету участі, Відкритого бюджету, програми підвищення енергоефективності житлових будинків, шкіл і дитячих садочків.
У 2017 році вийшов з «Самопомочі» через конфлікти всередині фракції «Самопоміч» в міській раді Дніпра.
У 2020 році обраний вдруге депутатом Дніпровської міської ради від політичної партії «Європейська Солідарність».
У складі Дніпровської міської ради обрано головою постійної комісії міської ради з питань розвитку місцевого самоврядування, міжнародних зав'язків та енергозбереження.
З липня 2022 року член ради оборони міста Дніпра. Неодноразово нагороджувався подяками за успішне виконання обов'язків. Займається волонтерською підтримкою підрозділів Сил територіальної оборони Збройних Сил України.
Нагороджений: медаллю «За сприяння Збройним Силам України», нагрудним знаком «Щит сил територіальної оборони ЗСУ».